# محوطه چشمه رییسی ۲
محوطه چشمه رییسی ۲ مربوط به دوره اشکانیان است و در شهرستان خاش، بخش مرکزی، دهستان سنگان، روستای جکور، ۵۰۰ متری شرق چشمه رییسی واقع شده و این اثر در تاریخ ۱۲ دی ۱۳۸۶ با شمارهٔ ثبت ۲۰۳۵۳ به‌عنوان یکی از آثار ملی ایران به ثبت رسیده است.